# Polyscias pancheri
Polyscias pancheri là một loài thực vật có hoa trong Họ Cuồng cuồng. Loài này được (Baill.) Harms miêu tả khoa học đầu tiên năm 1894.